# Піо Мармай
Піо́ Марма́й (фр. Pio Marmaï; нар. 13 липня 1984, Страсбург, Франція) — французький актор.

## Біографія
Піо Мармай народився 13 липня 1984 року в Страсбурзі в сім'ї художників: його мати була художником з костюмів в Опері Страсбурга, а батько, італійський іммігрант, сценографом. Піо закінчив курс у школі комедії Антоніо Фава (фр. La Scuola Commedia dell'Arte Antonio Fava) в Реджо-нель-Емілія, потім театральну школу «Les Enfants Terribles», Консерваторію в Кретеї і Вищу школу драматичного мистецтва — Національний центр драматичного мистецтва в Сент-Етьені (фр. Le Centre dramatique national de Saint — Étienne).
Акторський дебют Піо Мармая відбувся на зйомках фільму «Дідін» у 2008 році, де він зіграв невелику роль молодого хлопця Жеремі. У цьому ж році він знявся в ролі Альбера Дюваля у фільмі Ремі Безансона «Перший день життя, що залишилося», за яку був номінований як найперспективніший актор на французьку національну кінопремію «Сезар».
У 2001 році Мармай вдруге був номінований на «Сезара» як найперспективніший актор за роль Бена у фільмі режисерки Ізабель Чайки «Кохання і свіжа вода».
Окрім кіно та телебачення Піо Мармай грає також на театральній сцені.

## Фільмографія
| Рік  |    | Українська назва                  | Оригінальна назва                    | Роль                                       |
| ---- | -- | --------------------------------- | ------------------------------------ | ------------------------------------------ |
| 2008 | ф  | Дідін                             | Didine                               | Жеремі                                     |
| 2008 | ф  | Перший день життя, що залишилося  | Le premier jour du reste de ta vie   | Альбер Дюваль                              |
| 2008 | тф | Порожні кишені                    | Rien dans les poches                 | Марсель                                    |
| 2009 | ф  | Базар                             | Bazar                                | Фред                                       |
| 2009 | ф  | Закон Мерфі                       | La loi de Murphy                     | Еліас                                      |
| 2010 | ф  | У твоїх руках                     | Contre toi                           | Янн                                        |
| 2010 | ф  | Кохання і свіжа вода              | D'amour et d'eau fraîche             | Бен                                        |
| 2010 | тф | Маленький крок Хлопчика-мізинчика | Le pas Petit Poucet                  | Жан Бедав                                  |
| 2010 | тф | Мій батько, Франсіс Бельгійський  | Mon père, Francis le Belge           | Франсіс Ванверберге «Франсіс Бельгійський» |
| 2011 | ф  | Ніжність                          | La délicatesse                       | Франсуа                                    |
| 2011 | ф  | Сексу багато не буває             | Un heureux événement                 | Ніколя «Ніко» Малле                        |
| 2011 | с  |                                   | La collection donne de la voi(e)x    |                                            |
| 2012 | ф  | Алія                              | Alyah                                | Алекс Рафаельсон                           |
| 2012 | ф  | Магічний Париж 4                  | Magic Paris 4                        |                                            |
| 2012 | кф | Мій хлопець — зомбі               | Zombie chéri                         |                                            |
| 2012 | тф | Ночі з Теодором                   | Les nuits avec Théodore              | Теодор                                     |
| 2013 | ф  | Великий виїзд                     | Grand départ                         | Ромен                                      |
| 2014 | ф  | Уперше                            | Toute première fois                  | Жеремі Депре                               |
| 2014 | ф  | Жінка у дворі                     | Dans la cour                         | Стефан                                     |
| 2014 | ф  | Круговерть                        | La ritournelle                       | Стен                                       |
| 2014 | ф  | Ті, що співають завтра            | Des lendemains qui chantent          | Леон Кандель                               |
| 2014 | ф  | Учитель                           | Maestro                              | Анрі Рено                                  |
| 2015 | ф  | Наше майбутнє                     | Nos futurs                           | Тома                                       |
| 2016 | ф  | Продавець                         | Vendeur                              | Жеральд Понсіні                            |
| 2016 | ф  | Повернення у Бургундію            | Ce qui nous lie                      | Жан                                        |
| 2017 | ф  | Нокаут                            | K.O.                                 | Борис                                      |
| 2017 | ф  | Санта і компанія                  | Santa & Cie                          | Тома                                       |
| 2018 | ф  | Щось не так з тобою               | En liberté                           | Антуан                                     |
| 2021 | ф  | Подія                             | L'événement                          | Професор Борнек                            |
| 2023 | ф  | Три мушкетери: Д’Артаньян         | Les Trois Mousquetaires : D'Artagnan | Портос                                     |
| 2023 | ф  | Три мушкетери: Міледі             | Les Trois Mousquetaires: Milady      | Портос                                     |

## Визнання
| Нагороди та номінації Піо Мармая | Нагороди та номінації Піо Мармая | Нагороди та номінації Піо Мармая | Нагороди та номінації Піо Мармая |
| Рік                              | Категорія                        | Фільм                            | Результат                        |
| -------------------------------- | -------------------------------- | -------------------------------- | -------------------------------- |
| Премія «Сезар»                   |                                  |                                  |                                  |
| 2009                             | Найперспективніший актор         | Перший день життя, що залишилося | Номінація                        |
| 2011                             | Найперспективніший актор         | Кохання і свіжа вода             | Номінація                        |
| 2019                             | Найкращий актор                  | Щось не так з тобою              | Номінація                        |
|                                  |                                  |                                  |                                  |
| 2015                             | Приз Патріка Девара              | Приз Патріка Девара              | Номінація                        |
| 2016                             | Приз Патріка Девара              | Приз Патріка Девара              | Номінація                        |